# 1. Frauen-Fußball-Club Frankfurt 2014-2015
Questa voce raccoglie le informazioni riguardanti la squadra femminile del 1. Frauen-Fußball-Club Frankfurt nelle competizioni ufficiali della stagione 2014-2015.

## Stagione

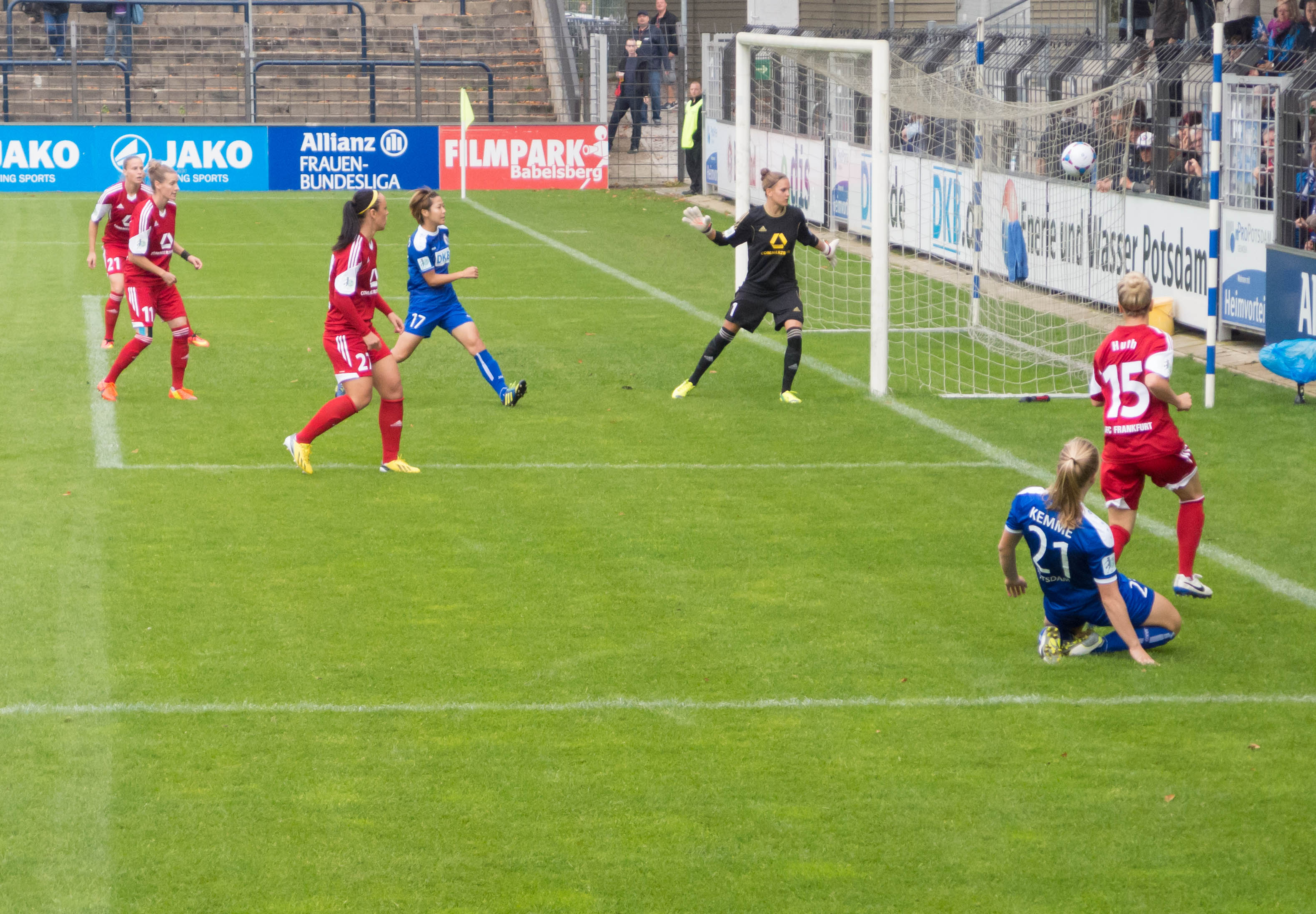
Un'azione di gioco dell'incontro (in blu) vs.

## Divise e sponsor
Le tenute di gioco riprendono i colori sociali della società, il bianco e il nero. Lo sponsor principale è l'istituto di credito Commerzbank, il fornitore delle tenute Adidas.
| Casa | Trasferta |

## Organigramma societario
Area tecnica
- Allenatore: Colin Bell
- Vice allenatore: Kai Rennich
- Preparatore dei portieri: Andre Wachter
- Konditionstrainer: Álvaro Molinos

## Rosa
Rosa, ruoli e numeri di maglia come da sito della federazione tedesca.
| N. |                     | Ruolo | Calciatrice         |
| -- | ------------------- | ----- | ------------------- |
| 1  | Germania (bandiera) | P     | Desirée Schumann    |
| 2  | Germania (bandiera) | A     | Alina Ortega-Jurado |
| 3  | Germania (bandiera) | D     | Laura Störzel       |
| 4  | Germania (bandiera) | D     | Kathrin Hendrich    |
| 5  | Germania (bandiera) | D     | Stefanie Peil       |
| 6  | Germania (bandiera) | C     | Saskia Matheis      |
| 7  | Spagna (bandiera)   | C     | Verónica Boquete    |
| 8  | Germania (bandiera) | C     | Kim Kulig           |
| 9  | Germania (bandiera) | A     | Célia Šašić         |
| 10 | Germania (bandiera) | C     | Dzsenifer Marozsán  |
| 11 | Germania (bandiera) | C     | Simone Laudehr      |
| 13 | Germania (bandiera) | D     | Marith Prießen      |
| 14 | Giappone (bandiera) | C     | Kozue Andō          |
| 15 | Germania (bandiera) | D     | Svenja Huth         |

| N. |                     | Ruolo | Calciatrice                   |
| -- | ------------------- | ----- | ----------------------------- |
| 17 | Germania (bandiera) | A     | Mandy Islacker                |
| 18 | Germania (bandiera) | C     | Kerstin Garefrekes (capitano) |
| 19 | Germania (bandiera) | A     | Valentina Limani              |
| 20 | Germania (bandiera) | D     | Melissa Friedrich             |
| 21 | Svizzera (bandiera) | A     | Ana-Maria Crnogorčević        |
| 22 | Germania (bandiera) | D     | Jana Löber                    |
| 23 | Germania (bandiera) | D     | Bianca Schmidt                |
| 24 | Giappone (bandiera) | C     | Asuna Tanaka                  |
| 25 | Germania (bandiera) | D     | Saskia Bartusiak              |
| 27 | Germania (bandiera) | D     | Peggy Kuznik                  |
| 28 | Galles (bandiera)   | C     | Jessica Fishlock              |
| 29 | Germania (bandiera) | P     | Miriam Hanemann               |
| 30 | Germania (bandiera) | P     | Anne-Kathrine Kremer          |
| 31 | Germania (bandiera) | P     | Anke Preuß                    |

## Calciomercato

### Sessione estiva
| Acquisti | Acquisti              | Acquisti              | Acquisti                  |
| R.       | Nome                  | da                    | Modalità                  |
| -------- | --------------------- | --------------------- | ------------------------- |
| D        | Melissa Friedrich     | 1. FFC Francoforte II | Aggregata dalle giovanili |
| D        | Kathrin Hendrich      | Bayer Leverkusen      | definitivo                |
| D        | Marith Müller-Prießen | Bayer Leverkusen      |                           |
| D        | Laura Störzel         | Friburgo              |                           |
| C        | Verónica Boquete      | Portland Thorns       |                           |
| C        | Jessica Fishlock      | Seattle Reign         | Prestito                  |
| C        | Kerstin Garefrekes    | Washington Spirit     | Fine prestito             |
| C        | Saskia Matheis        | 1. FFC Francoforte II | Aggregata dalle giovanili |
| C        | Jessica Reinhardt     | 1. FFC Francoforte II |                           |
| A        | Mandy Islacker        | Cloppenburg           |                           |
| A        | Valentina Limani      | 1. FFC Francoforte II |                           |
| A        | Alina Ortega-Jurado   | 1. FFC Francoforte II | Aggregata dalle giovanili |

| Cessioni | Cessioni          | Cessioni            | Cessioni |
| R.       | Nome              | a                   | Modalità |
| -------- | ----------------- | ------------------- | -------- |
| D        | Babett Peter      | Wolfsburg           |          |
| D        | Asuna Tanaka      | INAC Kobe Leonessa  |          |
| C        | Fatmire Alushi    | Paris Saint-Germain |          |
| C        | Melanie Behringer | Bayern Monaco       |          |
| C        | Meike Weber       | Schott Mainz        |          |
| A        | Lise Munk         | Colonia             |          |
| A        | Jessica Wich      | Bayer Leverkusen    |          |

### Sessione invernale
| Acquisti | Acquisti | Acquisti | Acquisti |
| R.       | Nome     | da       | Modalità |
| -------- | -------- | -------- | -------- |
|          |          |          |          |

| Cessioni | Cessioni         | Cessioni      | Cessioni      |
| R.       | Nome             | a             | Modalità      |
| -------- | ---------------- | ------------- | ------------- |
| C        | Jessica Fishlock | Seattle Reign | Fine prestito |

## Risultati

### Frauen-Bundesliga

#### Girone di andata
| Arbitro: | Heimann (Gladbeck) |

|              |           |             |
| Beckmann 28’ | Marcatori | 7’ Islacker |

| Arbitro: | Hussein (Bad Harzburg) |

|  |           |                                                                |
|  | Marcatori | 9’, 54’ Kuznik 22’ Šašić 48’, 57’ Islacker 68’ (rig.) Marozsán |

| Arbitro: | Kurtes (Düsseldorf) |

|                   |           |             |
| Nagasato 42’, 59’ | Marcatori | 79’ Laudehr |

| Arbitro: | Haider (Roth) |

|                                        |           |  |
| Garefrekes 9’ Marozsán 31’ Šašić 90+1’ | Marcatori |  |

| Arbitro: | Illing (Limbach-Oberfrohna) |

|             |           |                          |
| Landeka 77’ | Marcatori | 64’ Marozsán 90+3’ Šašić |

| Arbitro: | Stolz (Pritzwalk) |

|                                                              |           |              |
| Šašić 23’, 35’, 44’ Fishlock 57’ Marozsán 84’ Garefrekes 87’ | Marcatori | 22’ Hastings |

| Arbitro: | Kordula Schultz (Wolfsburg) |

|              |           |                                     |
| Hartmann 56’ | Marcatori | 29’ Šašić 44’ Garefrekes 90+1’ Andō |

| Arbitro: | Müller-Schmäh (Potsdam) |

|                                        |           |  |
| Garefrekes 7’ Marozsán 56’ Laudehr 97’ | Marcatori |  |

| Arbitro: | Söder (Ingolstadt) |

|                                                        |           |  |
| Šašić 1’, 12’, 59’, 75’ Laudehr 4’ Garefrekes 38’, 81’ | Marcatori |  |

| Arbitro: | Westerhoff (Bochum) |

|            |           |                                                                  |
| Demann 19’ | Marcatori | 5’ Marozsán 10’ Šašić 17’, 31’ Garefrekes 22’ Huth 72’, 86’ Andō |

| Arbitro: | Müller-Schmäh (Potsdam) |

|                         |           |  |
| Müller 32’ Goeßling 43’ | Marcatori |  |

#### Girone di ritorno
| Arbitro: | Hussein (Bad Harzburg) |

|             |           |                          |
| Boquete 62’ | Marcatori | 15’ Iwabuchi 20’ Stengel |

| Arbitro: | Schultz (Wolfsburg) |

|  |           |                                                         |
|  | Marcatori | 14’ Kuznik 35’ Garefrekes 75’ Boquete 86’ (aut.) Kämper |

| Arbitro: | Wolk (Worms) |

|                                                     |           |            |
| Šašić 5’ (rig.), 29’, 50’ Marozsán 21’ Islacker 90’ | Marcatori | 88’ Wesely |

| Arbitro: | Heimann (Gladbeck) |

|          |           |                            |
| Veth 35’ | Marcatori | 70’ Garefrekes 81’ Prießen |

| Arbitro: | Stolz (Pritzwalk) |

|                                                         |           |            |
| Fishlock 37’ Kuznik 42’ Garefrekes 51’ Crnogorčević 74’ | Marcatori | 55’ Arnold |

| Arbitro: | Haider (Roth) |

|  |           |                                                 |
|  | Marcatori | 17’, 49’ Garefrekes 28’, 55’ Šašić 64’ Islacker |

| Arbitro: | Hussein (Bad Harzburg) |

|                               |           |            |
| Šašić 22’, 49’ Garefrekes 51’ | Marcatori | 90+1’ Gier |

| Arbitro: | Müller-Schmäh (Potsdam) |

|            |           |                        |
| Schwab 76’ | Marcatori | 57’ Kuznik 86’ Boquete |

| Arbitro: | Wolk (Worms) |

|                    |           |                                                  |
| Petermann 12’, 28’ | Marcatori | 20’ Šašić 30’ Garefrekes 60’ Laudehr 85’ Boquete |

| Arbitro: | Appelmann (Alzey) |

|                                        |           |  |
| Šašić 5’ Marozsán 24’ Boquete 60’, 72’ | Marcatori |  |

| Arbitro: | Illing (Limbach-Oberfrohna) |

|            |           |            |
| Boquete 6’ | Marcatori | 54’ Müller |

### DFB-Pokal der Frauen
| Arbitro: | Biehl (Siesbach) |

|                |           | |
| Krumscheid 68’ | Marcatori | 3’, 21’ Garefrekes 6’, 54’ Marozsán 15’, 33’, 45’, 62’ Islacker 26’ (rig.), 67’, 71’ Šašić 38’ Tanaka 60’ Kuznik 75’, 86’ Andō |

| Arbitro: | Heimann (Gladbeck) |

|  |           |                                              |
|  | Marcatori | 14’ (rig.) Marozsán 30’ Garefrekes 35’ Šašić |

| Arbitro: | Kurtes (Düsseldorf) |

|                                 |           |             |
| Boquete 45’ Garefrekes 47’, 65’ | Marcatori | 80’ Leupolz |

| Arbitro: | Biehl (Siesbach) |

|             |           |                         |
| Boquete 86’ | Marcatori | 43’ Nagasato 55’ Añonma |

### UEFA Women's Champions League
| Arbitro: | Séverine Zinck |

|                           |           |                          |
| Gabelia 50’ Nikolić 90+1’ | Marcatori | 66’ Boquete 85’ Marozsán |

| Arbitro: | Vesna Budimir |

|                                              |           |  |
| Marozsán 40’ Garefrekes 73’ Šašić 75’, 90+3’ | Marcatori |  |

| Arbitro: | Sara Persson |

|                                                        |           |  |
| Šašić 7’, 31’ Garefrekes 15’ Boquete 19’ Laudehr 45+1’ | Marcatori |  |

| Arbitro: | Jana Adámková |

|  |           |                                                 |
|  | Marcatori | 33’ Marozsán 41’ (aut.) Piacezzi 45’, 88’ Šašić |

| Arbitro: | Pernilla Larsson |

|  |           |                                                                  |
|  | Marcatori | 36’ Boquete 45’ Schmidt 66’ Marozsán 78’ Islacker 81’ Garefrekes |

| Arbitro: | Sandra Bastos |

|                                                                            |           |  |
| Andō 8’ Marozsán 38’ Islacker 58’, 68’, 75’ Störzel 87’ Löber 90+3’ (rig.) | Marcatori |  |

| Arbitro: | Katalin Kulcsár |

|                                                                             |           |  |
| Šašić 10’ (rig.), 32’, 62’, 69’ Sevecke 28’ (aut.) Marozsán 41’ Laudehr 46’ | Marcatori |  |

| Arbitro: | Efthalia Mitsi |

|  |           |                                          |
|  | Marcatori | 7’, 32’, 84’ Boquete 14’, 25’, 39’ Šašić |

| Arbitro: | Esther Staubli |

|                          |           |           |
| Šašić 32’ Islacker 90+1’ | Marcatori | 40’ Delie |

## Statistiche

### Statistiche di squadra
| Competizione         | Punti | In casa | In casa | In casa | In casa | In casa | In casa | In trasferta | In trasferta | In trasferta | In trasferta | In trasferta | In trasferta | Totale | Totale | Totale | Totale | Totale | Totale | DR   |
| Competizione         | Punti | G       | V       | N       | P       | Gf      | Gs      | G            | V            | N            | P            | Gf           | Gs           | G      | V      | N      | P      | Gf     | Gs     | DR   |
| -------------------- | ----- | ------- | ------- | ------- | ------- | ------- | ------- | ------------ | ------------ | ------------ | ------------ | ------------ | ------------ | ------ | ------ | ------ | ------ | ------ | ------ | ---- |
| Frauen-Bundesliga    | 53    | 11      | 9       | 1       | 1       | 43      | 7       | 11           | 8            | 1            | 2            | 31           | 12           | 22     | 17     | 2      | 3      | 74     | 19     | +55  |
| DFB-Pokal der Frauen | -     | 2       | 1       | 0       | 1       | 4       | 3       | 2            | 2            | 0            | 0            | 18           | 1            | 4      | 3      | 0      | 1      | 22     | 4      | +18  |
| Champions League     | -     | -       | -       | -       | -       | -       | -       | -            | -            | -            | -            | -            | -            | 9      | 8      | 1      | 0      | 42     | 3      | +39  |
| Totale               | -     | -       | -       | -       | -       | -       | -       | -            | -            | -            | -            | -            | -            | 35     | 28     | 3      | 4      | 138    | 26     | +112 |

### Andamento in campionato
| Giornata  | 1 | 2 | 3 | 4 | 5 | 6 | 7 | 8 | 9 | 10 | 11 | 12 | 13 | 14 | 15 | 16 | 17 | 18 | 19 | 20 | 21 | 22 |
| --------- | - | - | - | - | - | - | - | - | - | -- | -- | -- | -- | -- | -- | -- | -- | -- | -- | -- | -- | -- |
| Luogo     | T | C | T | C | T | C | T | C | C | T  | T  | C  | T  | C  | T  | C  | T  | C  | T  | T  | C  | C  |
| Risultato | N | V | P | V | V | V | V | V | V | V  | P  | P  | V  | V  | V  | V  | V  | V  | V  | V  | V  | N  |
| Posizione | 4 | 3 | 5 | 4 | 4 | 4 | 3 | 3 | 3 | 3  | 3  | 4  | 4  | 3  | 3  | 3  | 3  | 3  | 3  | 3  | 3  | 3  |

Legenda:

Luogo: C = Casa; T = Trasferta. Risultato: V = Vittoria; N = Pareggio; P = Sconfitta.

### Statistiche delle giocatrici
| Giocatore         | Frauen-Bundesliga | Frauen-Bundesliga | Frauen-Bundesliga | Frauen-Bundesliga | DFB-Pokal der Frauen | DFB-Pokal der Frauen | DFB-Pokal der Frauen | DFB-Pokal der Frauen | Champions League | Champions League | Champions League | Champions League | Totale   | Totale | Totale      | Totale     |
| Giocatore         | Presenze          | Reti              | Ammonizioni       | Espulsioni        | Presenze             | Reti                 | Ammonizioni          | Espulsioni           | Presenze         | Reti             | Ammonizioni      | Espulsioni       | Presenze | Reti   | Ammonizioni | Espulsioni |
| ----------------- | ----------------- | ----------------- | ----------------- | ----------------- | -------------------- | -------------------- | -------------------- | -------------------- | ---------------- | ---------------- | ---------------- | ---------------- | -------- | ------ | ----------- | ---------- |
| K. Andō           | 20                | 3                 | 0                 | 0                 | 3                    | 2                    | 0                    | 0                    | 9                | 1                | 0                | 0                | 32       | 6      | 0           | 0          |
| S. Bartusiak      | 3                 | 0                 | 0                 | 0                 | -                    | -                    | -                    | -                    | 2                | 0                | 0                | 0                | 5        | 0      | 0           | 0          |
| V. Boquete        | 21                | 7                 | 0                 | 0                 | 4                    | 2                    | 0                    | 0                    | 8                | 6                | 0                | 0                | 33       | 15     | 0           | 0          |
| A-M. Crnogorčević | 20                | 1                 | 2                 | 0                 | 3                    | 0                    | 0                    | 0                    | 9                | 0                | 0                | 0                | 32       | 1      | 2           | 0          |
| J. Fishlock       | 17                | 2                 | 3                 | 0                 | 3                    | 0                    | 2                    | 0                    | 6                | 0                | 0                | 0                | 26       | 2      | 5           | 0          |
| M. Friedrich      | -                 | -                 | -                 | -                 | -                    | -                    | -                    | -                    | -                | -                | -                | -                | -        | -      | -           | -          |
| K. Garefrekes     | 22                | 15                | 0                 | 0                 | 4                    | 5                    | 0                    | 0                    | 8                | 4                | 0                | 0                | 34       | 24     | 0           | 0          |
| M. Hanemann       | -                 | -                 | -                 | -                 | -                    | -                    | -                    | -                    | -                | -                | -                | -                | -        | -      | -           | -          |
| K. Hendrich       | 21                | 0                 | 2                 | 0                 | 3                    | 0                    | 0                    | 0                    | 7                | 0                | 0                | 0                | 31       | 0      | 2           | 0          |
| S. Huth           | 17                | 1                 | 1                 | 0                 | 2                    | 0                    | 0                    | 0                    | 8                | 0                | 0                | 0                | 27       | 1      | 1           | 0          |
| M. Islacker       | 21                | 5                 | 0                 | 0                 | 3                    | 3                    | 1                    | 0                    | 6                | 5                | 0                | 0                | 30       | 13     | 1           | 0          |
| A-K. Kremer       | 1                 | 0                 | 0                 | 0                 | 1                    | -2                   | 0                    | 0                    | 2                | 0                | 0                | 0                | 4        | -2     | 0           | 0          |
| K. Kulig          | -                 | -                 | -                 | -                 | -                    | -                    | -                    | -                    | -                | -                | -                | -                | -        | -      | -           | -          |
| P. Kuznik         | 22                | 5                 | 3                 | 0                 | 4                    | 1                    | 1                    | 0                    | 8                | 0                | 1                | 0                | 34       | 6      | 5           | 0          |
| S. Laudehr        | 21                | 4                 | 1                 | 0                 | 4                    | 0                    | 0                    | 0                    | 6                | 1                | 3                | 0                | 31       | 5      | 4           | 0          |
| V. Limani         | 1                 | 0                 | 0                 | 0                 | -                    | -                    | -                    | -                    | -                | -                | -                | -                | 1        | 0      | 0           | 0          |
| J. Löber          | -                 | -                 | -                 | -                 | -                    | -                    | -                    | -                    | 1                | 0                | 0                | 0                | 1        | 0      | 0           | 0          |
| D. Marozsán       | 22                | 8                 | 1                 | 0                 | 4                    | 4                    | 0                    | 0                    | 9                | 6                | 0                | 0                | 35       | 18     | 1           | 0          |
| S. Matheis        | -                 | -                 | -                 | -                 | -                    | -                    | -                    | -                    | -                | -                | -                | -                | -        | -      | -           | -          |
| A. Ortega-Jurado  | -                 | -                 | -                 | -                 | -                    | -                    | -                    | -                    | -                | -                | -                | -                | -        | -      | -           | -          |
| S. Peil           | -                 | -                 | -                 | -                 | -                    | -                    | -                    | -                    | -                | -                | -                | -                | -        | -      | -           | -          |
| A. Preuß          | 5                 | -2                | 0                 | 0                 | 3                    | 0                    | 0                    | 0                    | 1                | 0                | 1                | 0                | 9        | -2     | 1           | 0          |
| M. Prießen        | 14                | 1                 | 0                 | 0                 | 3                    | 0                    | 0                    | 0                    | 8                | 0                | 0                | 0                | 25       | 1      | 0           | 0          |
| C. Šašić          | 20                | 21                | 2                 | 0                 | 4                    | 4                    | 1                    | 0                    | 8                | 14               | 0                | 0                | 32       | 39     | 3           | 0          |
| B. Schmidt        | 13                | 0                 | 0                 | 0                 | 4                    | 0                    | 0                    | 0                    | 8                | 1                | 0                | 0                | 25       | 1      | 0           | 0          |
| D. Schumann       | 17                | -17               | 1                 | 0                 | 2                    | -2                   | 0                    | 0                    | 4                | -3               | 0                | 0                | 23       | -22    | 1           | 0          |
| L. Störzel        | 1                 | 0                 | 0                 | 0                 | -                    | -                    | -                    | -                    | 3                | 1                | 0                | 0                | 4        | 1      | 0           | 0          |
| A. Tanaka         | 4                 | 0                 | 0                 | 0                 | 1                    | 1                    | 0                    | 0                    | 1                | 0                | 0                | 0                | 6        | 1      | 0           | 0          |